# 공공의 적 (1931년 영화)
《공공의 적》(영어: The Public Enemy)은 1931년 개봉한 미국의 갱스터 영화이다. 윌리엄 A. 웰먼이 감독을 맡았으며, 존 브라이트와 쿠벡 글라스몬의 소설 Beer and Blood 가 영화의 원작이다. 1998년 미국 국립영화등기부에 등재되었다.

## 출연

### 주연
- 제임스 카그니
- 에드워드 우즈
- 진 할로우

### 조연
- 조안 블론델
- 베릴 머서
- 도널드 쿡
- 메이 클라크
- 미아 마빈

## 기타
- 원작자: 존 브라이트
- 미술: 맥스 파커
- 의상: 얼 뤽
- 의상: 에드워드 스티븐슨
- 배역: 루퍼스 르 메이르